# Boktugg
Boktugg är en svensk webbplats som publicerar nyheter om bokbranschen, däribland författare, förlag, bokhandel och bibliotek. Webbplatsen startades 2014 av författaren Sölve Dahlgren. Övriga skribenter är (2020) Anna von Friesen, Conny Palmkvist och Sarah Perfekt.